# توقيت ساموا الأمريكية

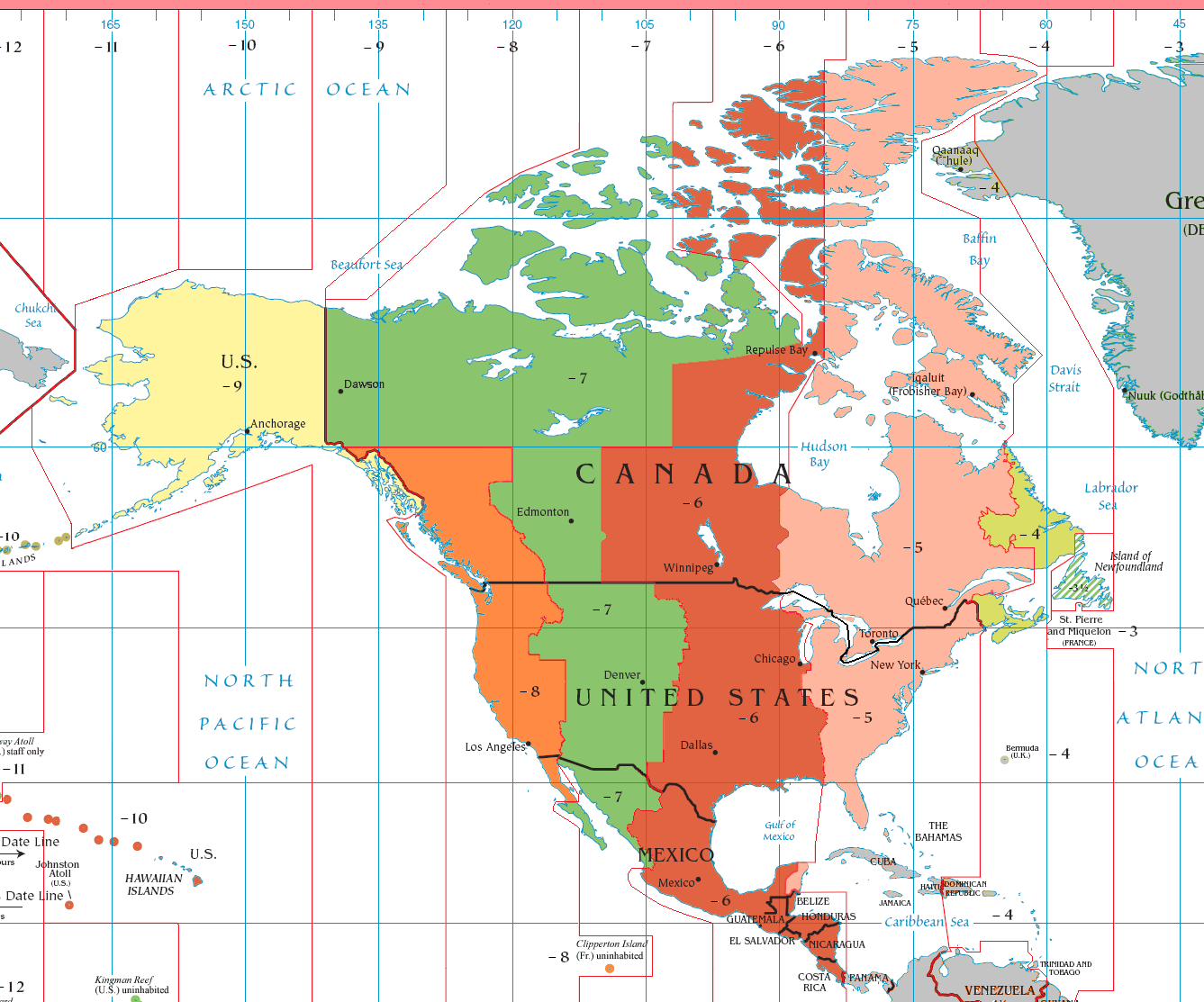
SST هو ت ع م-11:00

منطقة ساموا الزمنية أو توقيت ساموا القياسي (SST) تراقب التوقيت القياسي بطرح إحدى عشرة ساعة من التوقيت العالمي المنسق (ت ع م-11:00). يعتمد توقيت الساعة في هذه المنطقة على متوسط الوقت الشمسي لخط الطول 165 غربًا لمرصد غرينتش.
تشمل المنطقة الأراضي الأمريكية في ساموا الأمريكية, بالإضافة إلى جزر ميدواي والجزر غير المأهولة جارفيس، بالميرا، وكينغمان المرجانية. كما تشمل دولة نيوي.
تقع المنطقة على بعد ساعة واحدة خلف منطقة هاواي-أليوتيان الزمنية وساعة واحدة قبل جزر هاولاند وبيكر, و 23 ساعة خلف منطقة جزيرة ويك.
كما لاحظت دولة ساموا نفس الوقت مثل منطقة ساموا الزمنية حتى تحركت عبر خط التوقيت الدولي في نهاية 29 ديسمبر 2011, إنها الآن 24 ساعة (25 ساعة في نصف الكرة الجنوبي صيفًا) قبل ساموا الأمريكية.

## المناطق المأهولة
- باجو باجو, ساموا الأمريكية